# NSC TV Joinville
NSC TV Joinville é uma emissora de televisão brasileira sediada em Joinville, cidade do estado de Santa Catarina. Opera no canal 5 (33 UHF digital) e é afiliada à Rede Globo. Integra a NSC TV, rede de televisão pertencente à NSC Comunicação. Seus estúdios estão localizados no Saguaçu, em frente ao Parque Zoobotânico, e sua antena de transmissão está no alto do Morro da Boa Vista, na mesma região.

## História

### TV Santa Catarina (1979–1983)

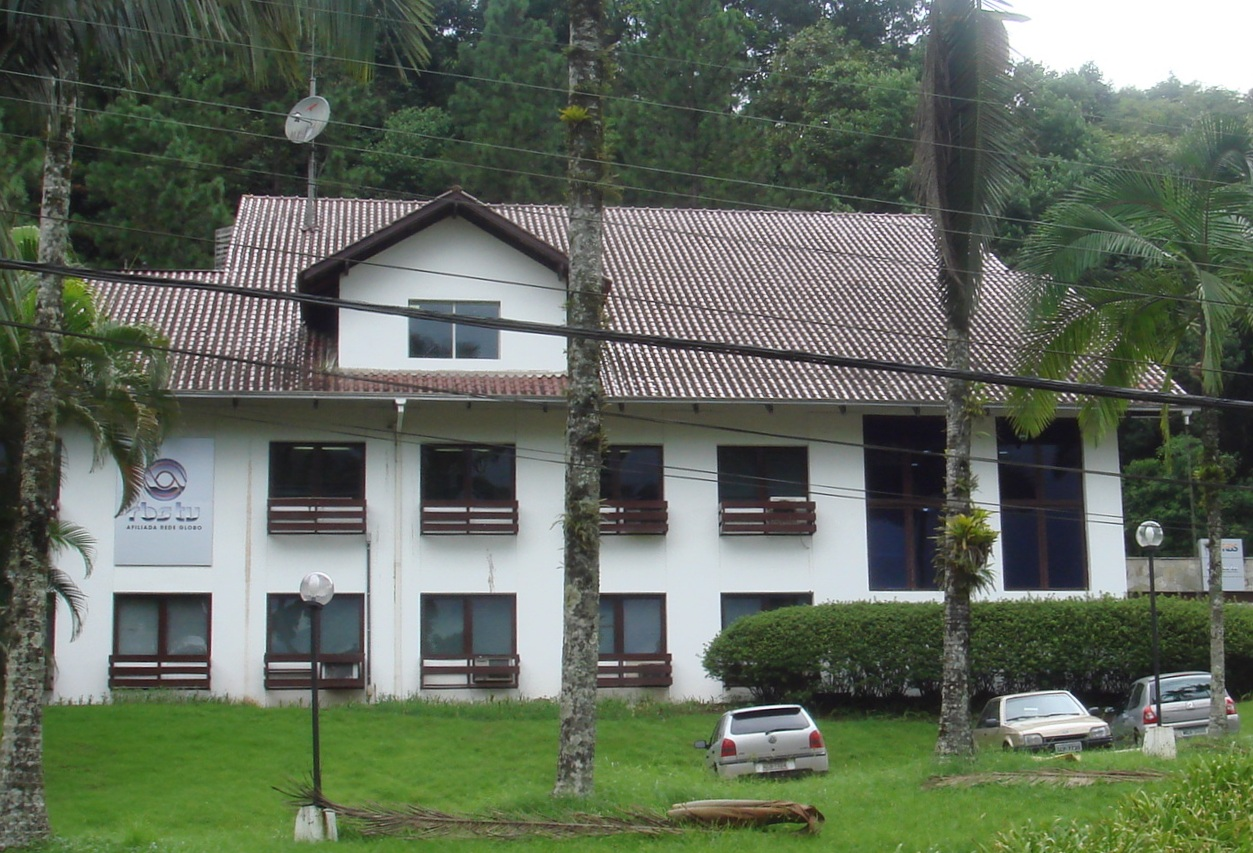
Sede da emissora, em 2010

Os primeiros sinais de televisão chegaram à Joinville em 1965, quando foi instalada no município uma retransmissora via micro-ondas da TV Paraná, de Curitiba, Paraná. Assim como boa parte de Santa Catarina, a cidade não possuiu sinais de emissoras do próprio estado até a década de 1970, uma vez que a TV Cultura de Florianópolis e a TV Coligadas de Blumenau mal conseguiam atender a Grande Florianópolis e o Vale do Itajaí com seus próprios sinais.
Em 1974, a Companhia Catarinense de Rádio e Televisão (CCRTV), sociedade anônima instituída por 160 cotistas de Joinville e região, como empresários, parlamentares e dirigentes locais, requereu a concessão de uma geradora de televisão para a cidade junto ao Ministério das Comunicações. Após concorrência contra o empresário Mário Petrelli, que acabou desistindo do certame após formalizar um acordo (que todavia, nunca saiu do papel) para participar da sociedade com 40% do capital de investimento, o presidente Ernesto Geisel outorgou o canal 5 VHF para a CCRTV em decreto publicado em 20 de julho de 1976. A sociedade teve um prazo de dois anos para colocar a emissora no ar, porém, os cotistas não haviam conseguido recursos suficientes para viabilizar as operações.
Em 1979, a Rede Brasil Sul de Comunicações expandiu sua atuação para Santa Catarina com a criação da TV Catarinense de Florianópolis, que entrou no ar em 1.º de maio daquele ano, retransmitindo a programação da Rede Globo. A CCRTV então formalizou um acordo operacional com a emissora, possibilitando a retransmissão da sua programação para Joinville a partir de 14 de maio de 1979, quando a TV Santa Catarina foi colocada no ar. Meses depois, a RBS comprou o canal 5, em transação que foi oficializada pelo Ministério das Comunicações apenas em 1984, sendo este o passo inicial da sua expansão para o interior do estado.

### RBS TV Joinville (1983–2017)
Em 1.º de outubro de 1983, seguindo a padronização das emissoras da RBS TV, a TV Santa Catarina passou a se chamar RBS TV Joinville. A emissora expandiu durante os anos 80 seu sinal para as cidades do Norte Catarinense, firmando sua cobertura na maior parte da região. Atualmente, 30 municípios são cobertos pela emissora.
Em 7 de março de 2016, o Grupo RBS comunica a venda da emissora e das demais operações em Santa Catarina para os empresários Lírio Parisotto (Videolar-Innova) e Carlos Sanchez (Grupo NC). Parisotto posteriormente abandona a sociedade devido ao escândalo com Luiza Brunet, fazendo do Grupo NC e seus acionistas proprietários integrais das novas empresas.

### NSC TV Joinville (2017–presente)
Em 15 de agosto de 2017, a RBS TV de Santa Catarina completa o processo de transição para a NSC Comunicação, e passa a se chamar NSC TV. A RBS TV Joinville então passa a se chamar NSC TV Joinville, bem como as demais emissoras do estado.

## Sinal digital
| Canal virtual | Canal digital | Resolução de tela | Programação                                       |
| ------------- | ------------- | ----------------- | ------------------------------------------------- |
| 5.1           | 33 UHF        | 1080i             | Principal programação da NSC TV Joinville / Globo |

A emissora iniciou suas transmissões digitais em 8 de outubro de 2009, em caráter experimental, com a exibição da telenovela Viver a Vida. O lançamento oficial ocorreu no dia seguinte, durante o Jornal do Almoço, exibido especialmente em alta definição. Foi promovida uma cerimônia na sede da RBS TV Joinville, que contou com a participação de várias autoridades políticas e empresariais da região e do estado. Em 27 de outubro de 2014, a emissora passou a exibir sua programação local em alta definição.
Transição para o sinal digital
Com base no decreto federal de transição das emissoras de TV brasileiras do sinal analógico para o digital, a NSC TV Joinville, bem como as outras emissoras de Joinville, cessou suas transmissões pelo canal 5 VHF em 17 de dezembro de 2018, seguindo o cronograma oficial da ANATEL.

## Programas
Em 7 de maio de 2010, a emissora passou a gerar integralmente o Jornal do Almoço para a sua área de cobertura, com exceção de matérias produzidas em Florianópolis de caráter estadual e a previsão do tempo. Em 22 de março de 2017, a emissora passou apenas a produzir dois blocos regionais do telejornal, sendo os dois últimos em rede com Florianópolis, subindo para três blocos em 23 de agosto. Em 19 de agosto de 2019, o telejornal volta ser gerado integralmente para a sua área de cobertura.